# Oenanthe scotocerca
El colinegro pardo (Oenanthe scotocerca) es una especie de ave paseriforme de la familia Muscicapidae propia de África oriental y el sur de Chad.

## Distribución y hábitat
Se encuentra en las sabanas y zonas de matorral seco del sur de Chad, Eritrea, Etiopía, Kenia, Somalia, Sudán del Sur y Uganda.

## Taxonomía
El colinegro pardo fue descrito científicamente en 1869 por el ornitólogo alemán Theodor von Heuglin, con el nombre binomial de Saxicola scotocerca. Posteriormente fue trasladado al género Cercomela. 
Estudios filogenéticos realizados en 2010 y 2012 descubrieron que el género Cercomela era polifilético. Por ello, cinco de sus especies, incluido el colinegro pardo, fueron trasladadas al género Oenanthe, como parte de una reorganización de especies para crear géneros monofiléticos.